# Nyota Uhura
Nyota Uhura, precedentemente nota con il solo cognome Uhura e conosciuta inoltre anche con i primi nomi non canonici di Penda e Samara, è un personaggio immaginario dell'universo fantascientifico di Star Trek, interpretato da Nichelle Nichols, nella serie classica e nei primi sei film di Star Trek; da Zoe Saldana, nella Kelvin Timeline; da Celia Rose Gooding, nella serie televisiva Star Trek: Strange New Worlds. Il personaggio è inoltre apparso in romanzi, fumetti, videogiochi e opere fanfiction non canoniche, spesso interpretato o doppiato da Nichelle Nichols stessa.
Cadetto prodigio dell'Accademia, successivamente promossa a tenente e, quindi, a comandante, è l'ufficiale responsabile delle comunicazioni, oltre che crittografa e filologa, a bordo della USS Enterprise NCC-1701 e della USS Enterprise NCC-1701 A.
Uhura è considerata un componente importante dell'equipaggio multiculturale dell'Enterprise della serie originale, oltre a essere uno dei primi personaggi di colore della televisione statunitense rappresentato in un ruolo non degradante, che ha aperto la strada alle donne di colore nella televisione statunitense, godendo di un enorme impatto culturale e influenza e rappresentando un simbolo di uguaglianza per gli afroamericani durante un decennio di grandi tensioni come fu quello degli anni sessanta. Uhura annovera tra i suoi fan personaggi di rilievo nella lotta per i diritti degli afroamericani come il reverendo Martin Luther King e Whoopi Goldberg.

## Nome
Uhura deriva dal termine della lingua swahili uhuru che significa "libertà", "indipendenza". Nell'episodio della serie classica La bellezza è verità? (Is There in Truth no Beauty?), Spock afferma che Uhura significa libertà. Nyota è una parola swahili che significa "stella" ed è stato adottato come nome appartenente al canone a partire dal 2009, sebbene Gene Roddenberry abbia dichiarato più volte che Uhura ha solo il cognome.
Originalmente Roddenberry avrebbe voluto chiamare il personaggio dell'ufficiale alle comunicazioni tenente Sulu. Herbert Solow gli fece notare che la parola "Sulu" era troppo simile a "Zulu", pensando che la parola potesse agire contro la diversità razziale nella serie, così il nome finì per designare il personaggio di George Takei, Sulu, appunto. Nel suo libro del 1994 Beyond Uhura Nichelle Nichols sostiene che il nome fosse ispirato al libro di Robert Ruark del 1962 Uhuru, che lei aveva con sé il giorno in cui fece il provino per la parte. Quando il produttore Robert Justman spiegò a Roddenberry il significato di uhuru, lui cambiò il nome del personaggio in Uhura. Coincidenza vuole che i titoli di coda del film Rotta verso l'ignoto si riferiscano a Uhura erroneamente come Uhuru.
Nel suo libro del 1993 Star Trek Memories, William Shatner sostiene che il nome proprio di Uhura fosse già presente in una sceneggiatura di Star Trek degli anni sessanta. Il nome Nyota venne ideato dallo scrittore William Rotsler per il suo libro del 1982 Star Trek II. Biographies. Rotsler contattò Gene Roddenberry e Nichelle Nichols per ottenere da loro l'approvazione per il nome. Entrambi risposero positivamente e Nichols era particolarmente eccitata quando Rotsler le disse che nyota significava "stella" in swahili. Dopo la pubblicazione di Star Trek II. Biographies il nome Nyota cominciò ad apparire nei romanzi di Star Trek, come per esempio in Uhura's Song di Janet Kagan, pubblicato nel 1985.
Nichelle Nichols dichiarò che il nome di Uhura fosse Nyota per la prima volta il 7 gennaio 1987, mentre era ospite del quiz televisivo Super Password. Nyota viene inoltre utilizzato come nome proprio di Uhura (interpretata sempre da Nichols), nel film fanfiction del 2007 Star Trek: Of Gods and Men. Il primo nome di Uhura non è stato tuttavia mai usato nel canone di Star Trek prima del film di J. J. Abrams del 2009, Star Trek. Il mistero che circonda il nome di Uhura (che lei non vuole rivelare a Kirk) è oggetto di alcune gag nel film, con Kirk che cerca ripetutamente di indovinarlo, fino a quando Spock la chiama esplicitamente Nyota in un momento di intimità.
Prima che Nyota diventasse canonico grazie al film del 2009 e fosse il nome non canonico maggiormente utilizzato, esistevano altri due nomi non canonici: Penda e Samara. Il primo nome appare nella collana in 18 volumi The Best of Trek, pubblicata dalla New American Library tra il 1978 e il 1996, che suggerisce che il nome proprio di Uhura sia Penda, dal verbo penda che significa "amare" in swahili. Questo nome venne coniato da un gruppo di autori di fanzine, che lo suggerirono a Nichelle Nichols durante una delle prime convention di Star Trek. Il secondo nome viene invece utilizzato nel gioco di ruolo Star Trek: The Role Playing Game, pubblicato dalla FASA nel 1982.

## Storia del personaggio

### Timelineclassica

#### Primi anni eStrange New Worlds
Uhura nasce negli Stati Uniti d'Africa nel 2239 dalla madre M'Umbha e parla correntemente swahili. Frequenta l'Accademia della Flotta Stellare dal 2557 al 2561, quando viene arruolata a bordo dell'Enterprise durante la seconda missione quinquennale del capitano Christophe Pike mentre è ancora un cadetto.

#### Serie classica
Nel 2266, sempre a bordo della USS Enterprise, viene promossa al grado di tenente, in qualità di ufficiale delle comunicazioni sotto il comando del capitano James T. Kirk, conservando il suo incarico fino al termine della missione quinquennale nel 2269.
All'inizio del suo servizio a bordo dell'Enterprise, Uhura tenta di raggiungere il lato umano di Spock. In data stellare 1513.1 (2266) cerca di avviare una conversazione con un impassibile Spock e gli chiede come si senta quando guarda la luna di Vulcano. Quando Spock le risponde che Vulcano non ha alcuna luna, lei esprime sorpresa per la sua mancanza di romanticismo.
Poco dopo, quando Charles Evans sale a bordo dell'Enterprise, Uhura e Spock intrattengono l'equipaggio insieme nella sala ricreazione, in data stellare 1533.6 (2266), dove lei, accompagnata da Spock che suona la sua arpa vulcaniana, canta la canzone improvvisata Oh, On the Starship Enterprise.
In data stellare 3141.9 (2267), Uhura è stata uno dei pochi ufficiali che hanno avuto il privilegio di cenare a un banchetto organizzato su richiesta del tenente Marla McGivers per Khan Noonien Singh. Quando più tardi Khan toglie il supporto vitale al ponte di comando, Kirk stila un elenco di nomi degli ufficiali del ponte cui assegnare un riconoscimento. Prima che l'aria venga a mancare completamente, Kirk include Uhura nell'elenco.
In data stellare 4729.4 (2268), quando l'Enterprise viene temporaneamente posta sotto il controllo del computer M-5 come parte di un esperimento del Dottor Richard Daystrom, Uhura è uno dei venti ufficiali selezionati dal computer per manovrare l'astronave durante la simulazione di combattimento.

#### Serie animata
Gli ultimi mesi della missione quinquennale dell'Enterprise sotto il comando di James T. Kirk ha visto aumentare l'autorità di Uhura. Quando in data stellare 5483.8 (2269) tutti gli uomini a bordo dell'astronave cedono all'influenza del canto delle sirene della società di donne del pianeta Taureano, Nyota Uhura, l'unico ufficiale a non subire l'influenza delle Taureane, assume il comando della nave stellare, impedendo alle aliene di prosciugare le forze vitali di Kirk, Spock, McCoy e del tenente Carver, aiutando anche le Taureane a trasferirsi su un pianeta meno ostile.
In data stellare 7403.6 annulla gli ordini del Secondo Ufficiale Scott, quando questi cerca di mantenere la squadra di sbarco sul pericoloso pianeta Pandro, per cercare Kirk, Spock e Ari bn Bem (un comandante onorario della Flotta), temporaneamente scomparsi sul pianeta.

#### Film
Alla fine della missione quinquennale dell'Enterprise, nel 2269, Uhura riceve una promozione al grado di tenente comandante, rimanendo parte integrante dell'equipaggio di plancia anche successivamente, sotto il comando del capitano Willard Decker, durante i 18 mesi necessari alla ristrutturazione dell'astronave. In data stellare 7410.2 (2271), quando l'ammiraglio James Kirk assume nuovamente il comando della nave durante la crisi V'Ger, gestisce la stazione di comunicazione sul ponte.
Nel 2284 Uhura è promossa a comandante e assegnata alle comunicazioni del comando di flotta, mentre alle comunicazioni dell'Enterprise viene assegnato un cadetto. Tra i suoi doveri tiene conferenze presso l'Accademia della Flotta Stellare. Quello stesso anno, l'Enterprise è coinvolta nel progetto “Genesis” e nel tentativo di Khan Noonien Singh di rubare il dispositivo Genesis. Alla fine, Kirk è in grado di fermare Khan, il quale però infligge ingenti danni all'Enterprise, tali da richiedere al capitano Spock di sacrificare la propria vita per salvare la nave.
Nel 2285 Uhura è assegnata alla camera del teletrasporto della stazione di Old City dietro sua richiesta. Durante il previsto tentativo di recupero del corpo di Spock dal pianeta Genesis, Uhura svolge un ruolo fondamentale nel teletrasportare illegalmente l'ammiraglio Kirk sull'Enterprise in modo che possa rubare l'astronave per recuperare il suo vecchio amico vulcaniano (nel film Star Trek III - Alla ricerca di Spock).
Dopo che Kirk e il suo equipaggio riescono a salvare Spock, Uhura, che ha atteso il loro arrivo su Vulcano, si riunisce con i suoi compagni qui sopraggiunti. Insieme con il resto dell'equipaggio viaggia quindi indietro nel tempo fino a ritornare all'anno 1986 a bordo di uno sparviero klingon, ironicamente soprannominato "HMS Bounty", per recuperare due balene megattere e in tal modo salvare il pianeta Terra dall'attacco di una sonda aliena. Mentre si trovano nel XX secolo a San Francisco, Uhura con Pavel Chekov si fa trasportare a bordo della portaerei Enterprise per acquisire fotoni ad alta energia dal suo reattore. Dopo il suo ritorno nel XXIII secolo, le viene addebitato il furto dell'Enterprise. Tutte le accuse contro l'equipaggio vengono tuttavia ritirate per aver salvato il pianeta Terra. Uhura viene quindi riassegnata alle comunicazioni a bordo della USS Enterprise NCC-1701-A (Star Trek IV - Rotta verso la Terra).
Nel 2287 l'Enterprise è inviata per risolvere una crisi con degli ostaggi su Nimbus III, il pianeta della pace galattica. Subendo l'influsso del leader ribelle Sybok, Uhura e molti altri collaborano per deviare l'Enterprise verso il centro della galassia, dove Sybok è convinto di trovare il mitico Sha Ka Ree. In un primo attacco ai ribelli detenuti nella città di Paradise City, Uhura svolge una parte vitale eseguendo un erotico ballo al chiaro di luna sopra una duna di sabbia. Questa distrazione di una parte dei ribelli permette agli ufficiali della flotta stellare di rubare i cavalli e usarli durante l'attacco (Star Trek V - L'ultima frontiera). Nello stesso periodo Uhura comincia a mostrare un interesse romantico nei confronti di Montgomery Scott, che tuttavia declina educatamente l'invito, vista la sua "condizione".
Fino alla crisi di Khitomer del 2293 Uhura continua a servire come ufficiale delle comunicazioni sull'Enterprise A. L'equipaggio dell'Enterprise A svolge un ruolo vitale per il successo della Conferenza di Khitomer, svelando un complotto per sabotare il processo di pace. Entro la fine dell'anno, Uhura lascia l'Enterprise A per assumere nuovamente un incarico presso l'Accademia della Flotta Stellare (Star Trek VI - Rotta verso l'ignoto).

#### Ultimi anni
Nel 2301, dopo la dismissione dell'Enterprise A, Uhura viene promossa al grado di capitano e le viene dato il comando della nave USS Leondegrance NCC-2176, con cui svolge, dal 2301 al 2305, una missione quinquennale nella zona della galassia chiamata "Nube di Magellano minore" (in inglese Lesser Magellanic Cloud). Nel 2317, la Leondegrance diviene nave scuola dell'Accademia della Flotta Stellare, mentre Uhura rimane al comando dell'astronave. Uno dei giovani cadetti della Flotta che studiano sotto il comando di Uhura in questi anni è Jean-Luc Picard. Uhura si ritira con il grado di capitano nel 2333.

### Kelvin Timeline
Nei film della Kelvin Timeline la tenente Uhura viene inizialmente corteggiata da James T. Kirk, al quale non vuole rivelare il proprio nome Nyota e che respinge, ma dimostra un interesse romantico verso Spock, con il quale intesse una relazione sentimentale. La relazione romantica tra Uhura e Spock si sarebbe voluta sviluppare già durante la serie classica, ma ciò non avvenne a causa del tabù vigente all'epoca nella televisione statunitense che impediva le relazioni interraziali.

## Sviluppo

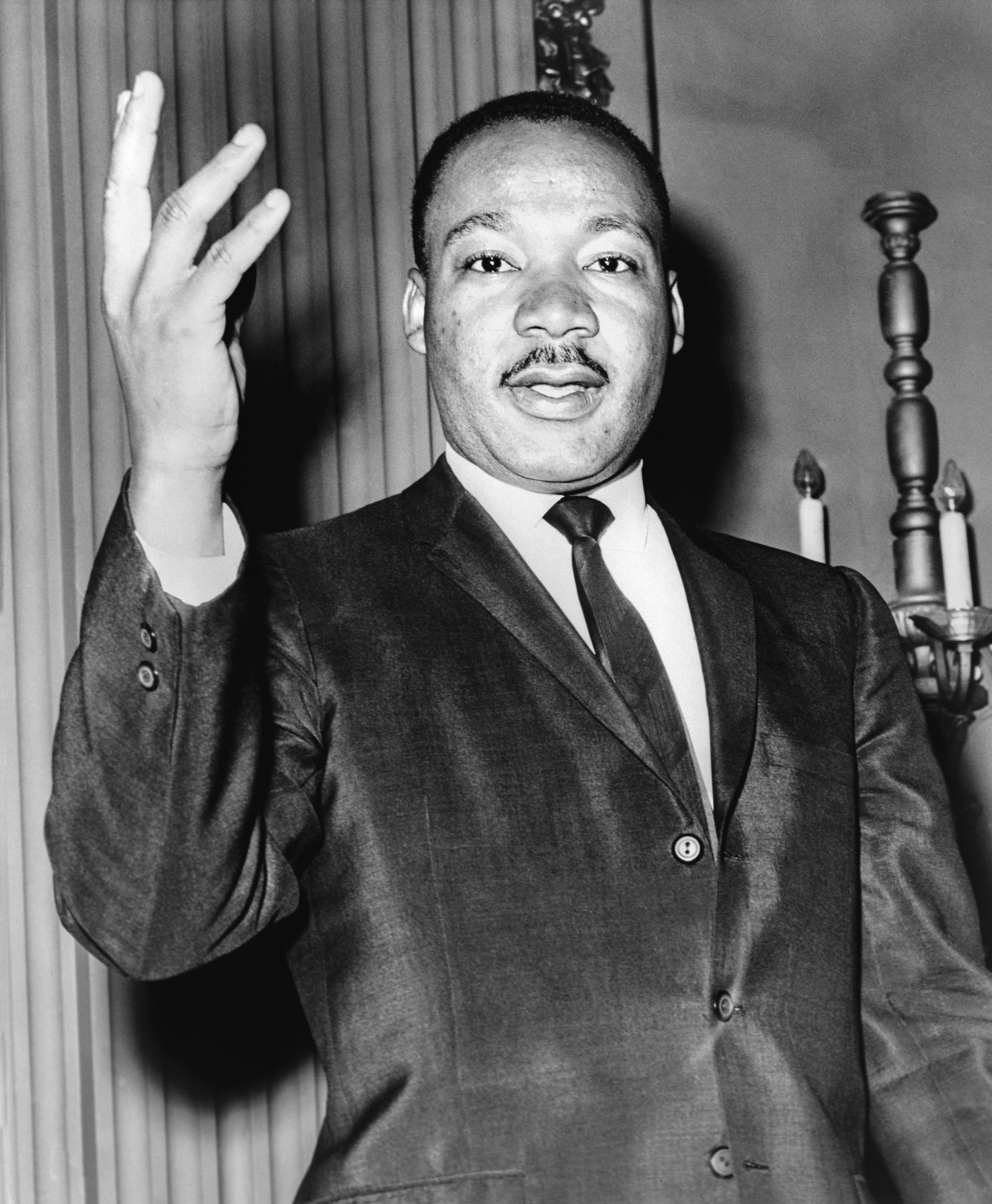
Martin Luther King convinse Nichelle Nichols a rimanere nella serie per ciò che rappresentava per gli afroamericani

Subito dopo la stesura delle prime sceneggiature per Star Trek, a Gene Roddenberry venne l'idea per un nuovo personaggio, un ufficiale donna, e presentò Nichelle Nichols, che aveva lavorato con lui nella serie The Lieutenant, per la parte a Herb Solow e Robert Justman. Sebbene il primo pilota Lo zoo di Talos (The Cage), che presentava un ufficiale donna in plancia, Numero Uno, venne respinto, Roddenberry continuò a volere mantenere una certa diversità all'interno del cast per la serie, enfatizzando la diversità razziale, con Nichols nei panni di Uhura e George Takei in quelli di Sulu. Il ruolo di Uhura di "rispondere al telefono" era considerato conforme al genere femminile in quegli anni.
L'attrice non era molto soddisfatta della sua parte e nutriva forti dubbi in tal proposito, ipotizzando di lasciare Star Trek nel 1967, alla fine della prima stagione, perché maggiormente interessata a coltivare la propria carriera teatrale e musicale, nonostante si sia a lungo sostenuto che la causa fosse dovuta alla poca valorizzazione data al suo personaggio. A tal proposito infatti dichiarò: «Il mio cuore era ancora a Broadway, la recitazione dal vivo e il canto erano parte di me, per questo desideravo andarmene. La televisione e il cinema li consideravo soltanto un percorso provvisorio». Ma furono le parole di Martin Luther King a convincerla a restare. Durante un incontro casuale con il reverendo, che si diceva essere un suo grande fan, le disse che vedeva nel personaggio da lei interpretato un ruolo positivo, fonte di ispirazione per le nuove generazioni coinvolte nel difficile processo di integrazione razziale in corso, un simbolo di armonia e cooperazione razziale per un futuro migliore. Martin Luther King disse a Nichols: «Sei la nostra immagine futura, tu sei trecento anni avanti a noi e questo significa che è lì che noi andremo e ciò sta avvenendo adesso. Continua a fare ciò che stai facendo, sei la nostra ispirazione». Nichelle Nichols disse a King che avrebbe voluto essere con loro a manifestare e lottare per i diritti degli afroamericani, ma lui le rispose che non era necessario, perché lei, con la sua parte di Uhura in Star Trek, stava facendo qualcosa di molto più importante. Come ha raccontato in seguito Nichols, «Star Trek è stato l'unico spettacolo che King e sua moglie Coretta permettessero ai loro figli di guardare. L'ho ringraziato e gli ho detto che avrei lasciato la serie. Lui si mise a sorridere e disse: "Non capisci che per la prima volta siamo visti come dovremmo essere visti? Tu non hai il ruolo di un nero, tu hai un ruolo egualitario"».

## Interpreti

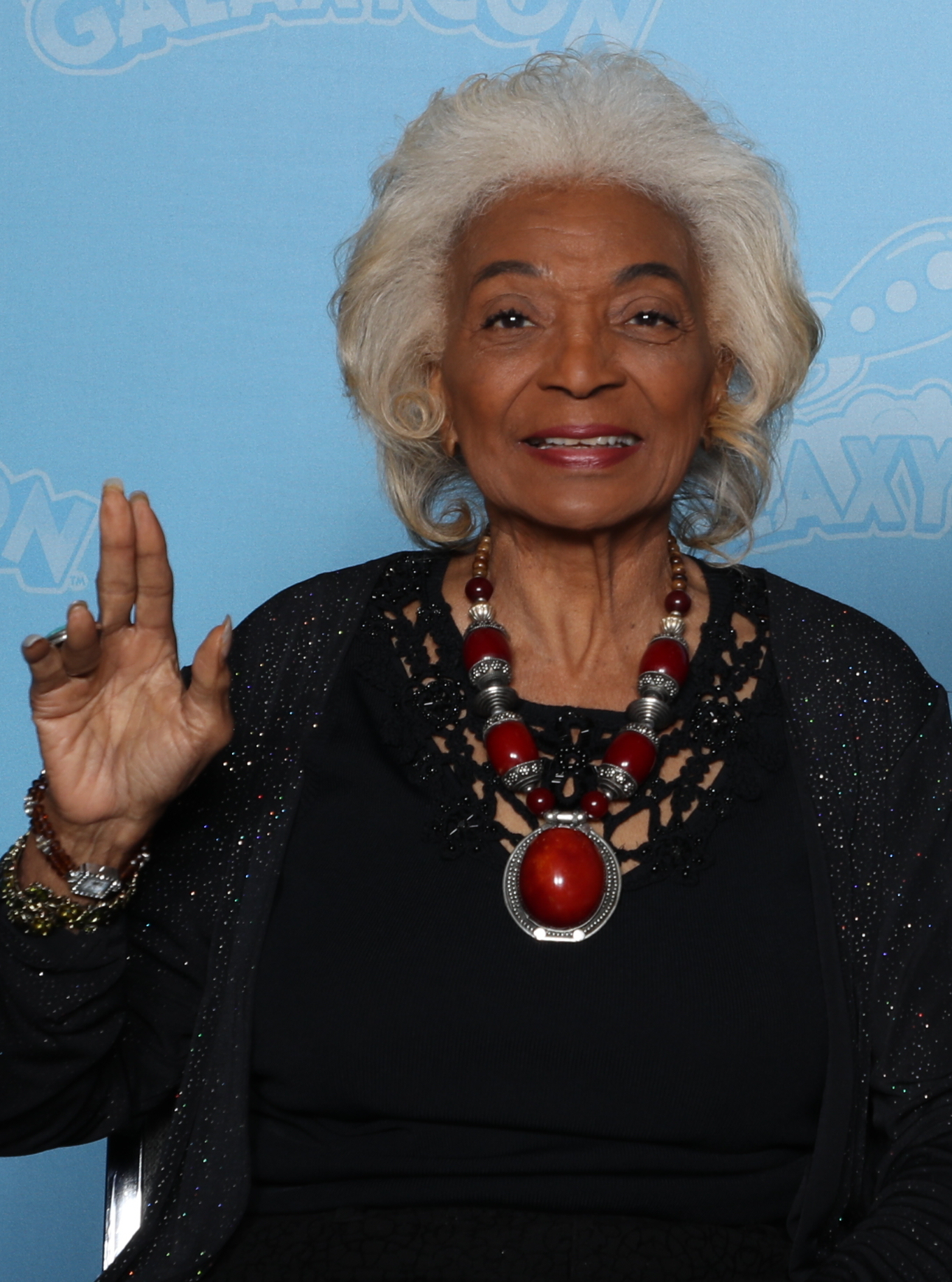
Nichelle Nichols, prima e maggiormente nota interprete di Uhura

La prima e più nota interprete di Uhura è l'attrice statunitense Nichelle Nichols, che l'ha interpretata nella serie televisiva Star Trek (1966-1969) e nei primi sei film della saga cinematografica con protagonista l'equipaggio della serie classica: Star Trek (Star Trek: The Motion Picture, 1979); Star Trek II - L'ira di Khan (Star Trek II: The Wrath of Khan, 1982); Star Trek III - Alla ricerca di Spock (Star Trek III: The Search for Spock, 1984); Rotta verso la Terra (Star Trek IV: The Voyage Home, 1986); Star Trek V - L'ultima frontiera (Star Trek V: The Final Frontier, 1989) e Rotta verso l'ignoto (Star Trek VI: The Undiscovered Country, 1991). La Nichols ha inoltre ripreso il personaggio nei cortometraggi Star Trek Adventure (1991) e Billy Blackburn's Treasure Chest: Rare Home Movies and Special Memories (2011), oltre che nella webserie fanfiction diretta da Tim Russ (che nella serie televisiva Star Trek: Voyager ha impersonato il vulcaniano Tuvok) Star Trek: Of Gods and Men (2007) e nel film fanfiction Star Trek: First Frontier (2020).
Nichols ha inoltre prestato la voce a Uhura nella serie animata del 1973-1974 e nei videogiochi Star Trek 25th Anniversary (1992), Star Trek: Judgment Rites (1993) e Family Guy: The Quest for Stuff (2014), mentre nel videogioco Star Trek Online (2010), vengono utilizzate registrazioni d'archivio della sua voce. Inoltre Uhura appare come ologramma della Kobayashi Maru, nell'episodio Kobayashi Maru della serie animata Star Trek: Prodigy, dove vengono utilizzate registrazioni d'archivio della voce di Nichelle Nichols.
Nell'edizione in italiano delle opere del franchise interpretate da Nichelle Nichols, Uhura viene doppiata da: Maria Teresa Letizia (serie classica, primo doppiaggio); Adele Pellegatta (serie classica, secondo doppiaggio); Anna Marchesini (serie classica, terzo doppiaggio); Renata Biserni (serie animata, secondo doppiaggio); Vittoria Febbi (film Star Trek, primo doppiaggio); Lorella De Luca (film Star Trek, doppiaggio Director's Cut); Germana Dominici (L'ira di Khan, Alla ricerca di Spock, Rotta verso l'ignoto); Anna Rita Pasanisi (Rotta verso la Terra, L'ultima frontiera).
Il personaggio è poi stato ripreso dall'attrice Kim Stinge, che impersona Uhura in sei episodi della webserie fanfiction Star Trek: New Voyages (2008-2013), in due di Star Trek Continues: The Vignettes (2012) e in 11 di Star Trek Continues (2013-2017).
Successivamente il personaggio è stato interpretato da Zoe Saldana, che l'ha interpretata nei film della Kelvin Timeline: Star Trek (2009), Into Darkness - Star Trek (Star Trek Into Darkness, 2013) e Star Trek Beyond (2016). Saldana presta la voce al personaggio anche nel videogioco Star Trek (2013). Nei tre film della Kelvin Timeline, Zoe Saldana è stata doppiata in italiano da Ilaria Stagni.
Dal 2022 viene inoltre interpretata da Celia Rose Gooding nella serie televisiva Star Trek: Strange New Worlds, che la vede cadetto alle sue prime esperienze a bordo dell'Enterprise capitanata da Christopher Pike. Nell'edizione in lingua italiana della serie, il personaggio viene doppiato da Chiara Oliviero.
Al di fuori del franchise di Star Trek, Cree Summer doppia il personaggio di Uhura nel film di animazione per la televisione Tiny Toons - Galleria di mostri (Tiny Toons Night Ghoulery, 1995), mentre Grey DeLisle la doppia nell'episodio del 2010 Star Blecch/uGlee, della prima stagione della serie animata Mad.

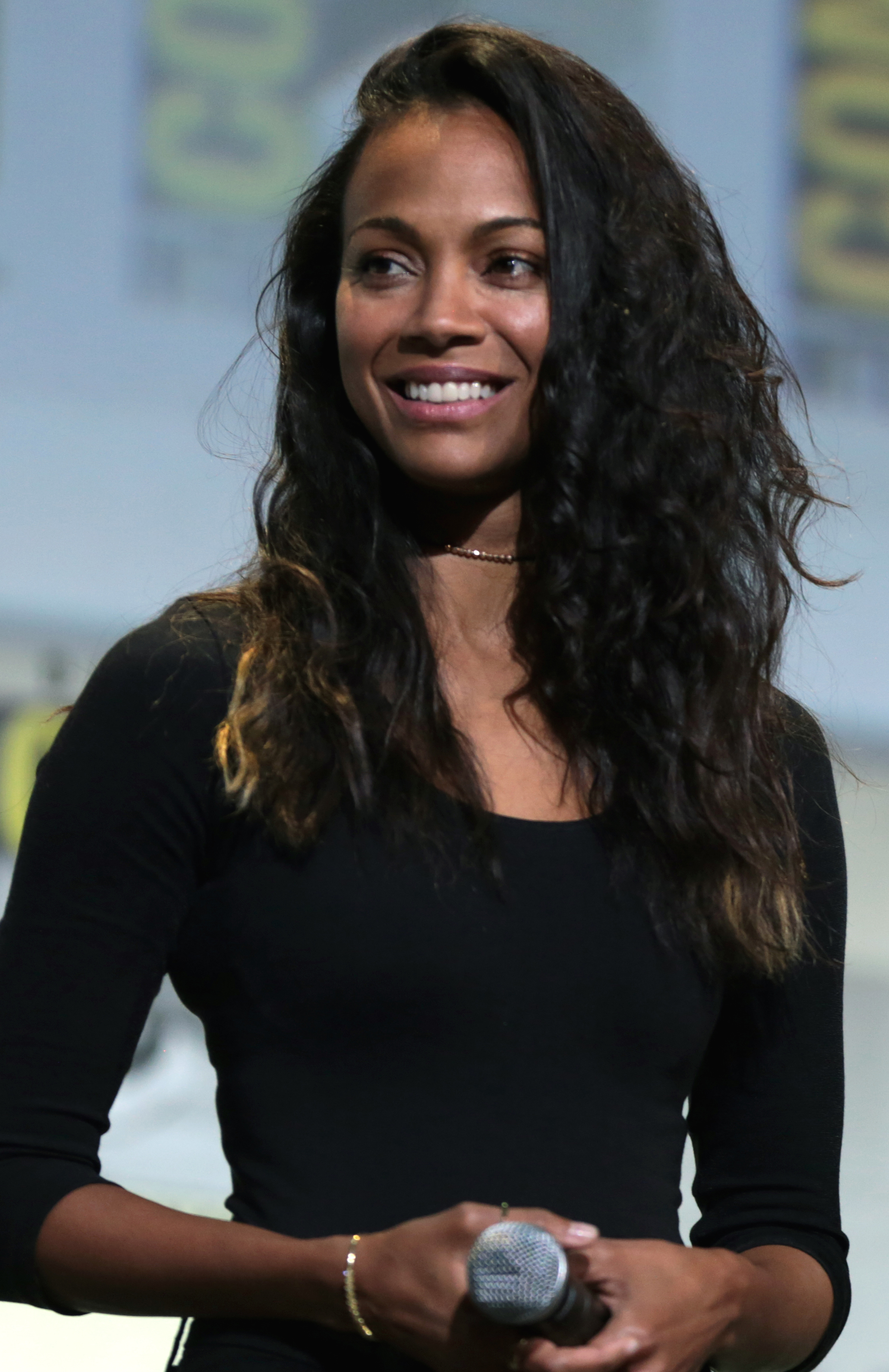
Zoe Saldana, interprete di Uhura nella Kelvin Timeline
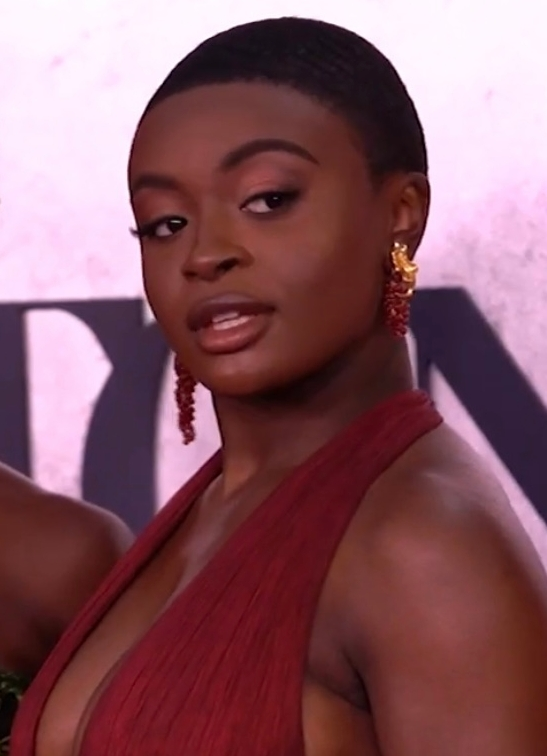
Celia Rose Gooding, interprete di Uhura in Strange New Worlds
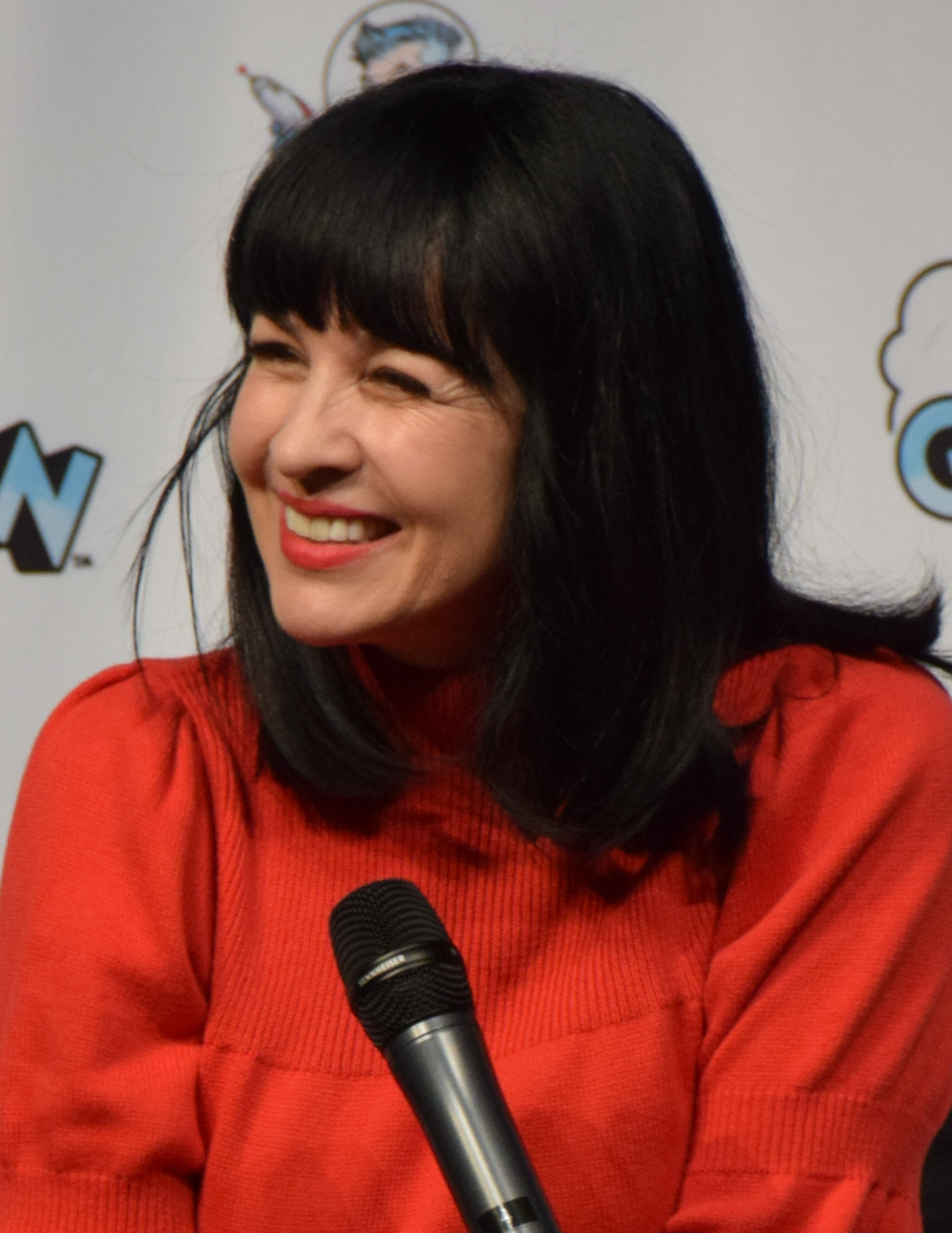
Grey DeLisle, doppiatrice di Uhura in Mad
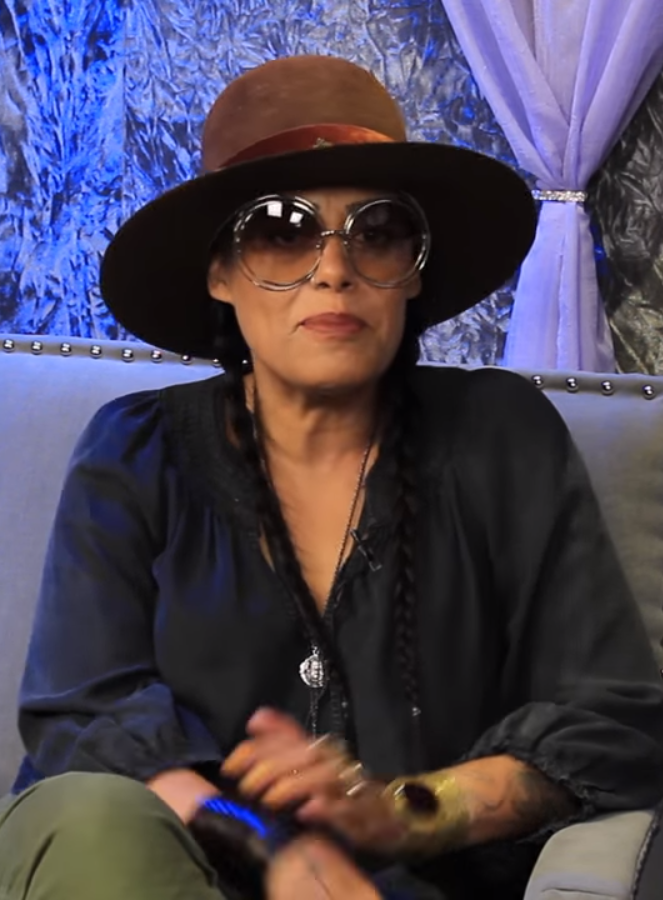
Cree Summer, doppiatrice di Uhura in Tiny Toons - Galleria di mostri

## Accoglienza

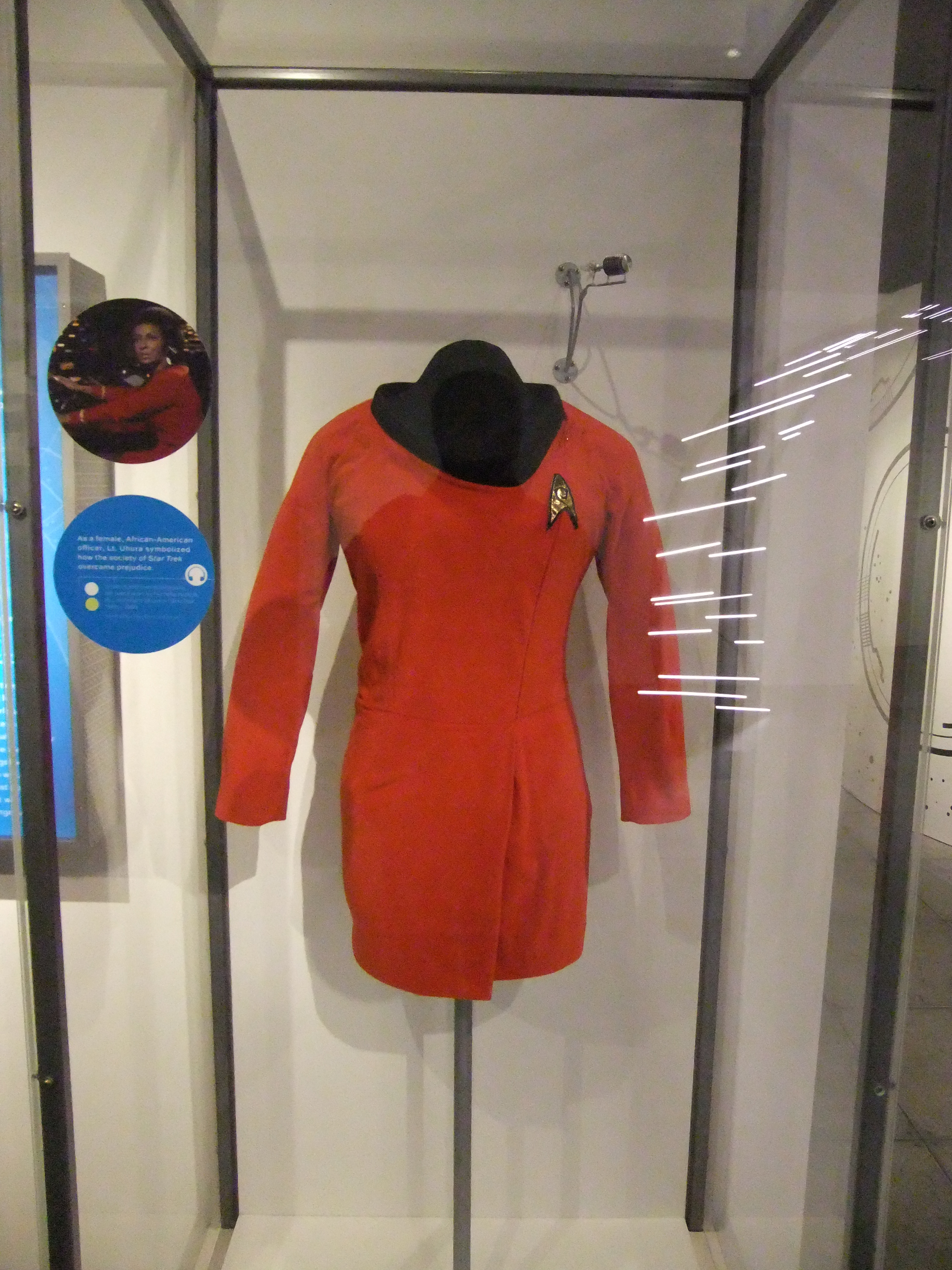
L'uniforme indossata da Nichelle Nichols nella serie classica, esposta al Museum of Pop Culture di Seattle

Nel 2013 Uhura è stata inserita da Games Radar tra i 50 personaggi più sexy della fantascienza, con la motivazione: «un personaggio astuto e intelligente che può tenere testa ai ragazzi» dell'Enterprise.
Nel 2016 Screen Rant ha classificato Uhura al sedicesimo posto tra i migliori personaggi di Star Trek apparsi in televisione e al cinema fino a quella data, evidenziando che il personaggio è «un'esperta di lingue che potrebbe essere in grado di gestire una missione di sbarco». Lo stesso anno Wired ha classificato Uhura al quattordicesimo posto tra i più importanti 100 personaggi della Flotta Stellare dell'universo di Star Trek.
Nel 2017 Screen Rant ha classificato Uhura al secondo posto tra i venti personaggi più attraenti dell'universo di Star Trek, tra Benjamin Sisko e Jean-Luc Picard, con la motivazione: «Non solo Nichelle Nichols è assolutamente incantevole e talentuosa, ma Uhura è stata uno dei primi potenti personaggi femminili di colore visti in televisione. Sebbene non fosse un fisico, era una linguista e specialista di crittografia, un membro prezioso della squadra che regolarmente era al centro dell'attenzione, aiutava a salvare la situazione e alla fine venne promossa a comandante. [...] Saldana è altrettanto sorprendente di Nichols e la sua presenza è sia avvincente che seducente, in particolare la sua relazione con Spock». Lo stesso anno CBR.com ha classificato la performance di Uhura nell'universo dello specchio al quattordicesimo posto dei 15 personaggi femminili più "vivaci" dell'universo di Star Trek.
Nel 2018 sempre CBR.com ha classificato Uhura al ventitreesimo posto tra i 25 migliori personaggi della Flotta Astrale di Star Trek, con la motivazione: «Uhura svolge uno dei compiti maggiormente rilevanti sulla nave ed è stata interpretata da due attrici indimenticabili, ma nella maggior parte degli episodi la sua parte è ridotta a rumore di fondo. Gli spettacoli e i film raramente mostrano Uhura che utilizza appieno le sue impressionanti capacità linguistiche e tecniche. Invece è stata spesso ridotta al ruolo di segretaria spaziale, assicurandosi che Kirk fosse in grado di dire la sua sull'ultima minaccia aliena della settimana». Lo stesso anno TheWrap ha classificato Uhura al ventesimo posto dei 39 personaggi principali del franchise di Star Trek, con la motivazione: «Sebbene fosse ampiamente sottoutilizzata, la presenza di Uhura sull'Enterprise è stato un grande passo avanti per le donne afroamericane in televisione».
Nel 2019 Syfy ha classificato Uhura al quinto posto tra i dodici personaggi più sexy di Star Trek.

## Impatto culturale

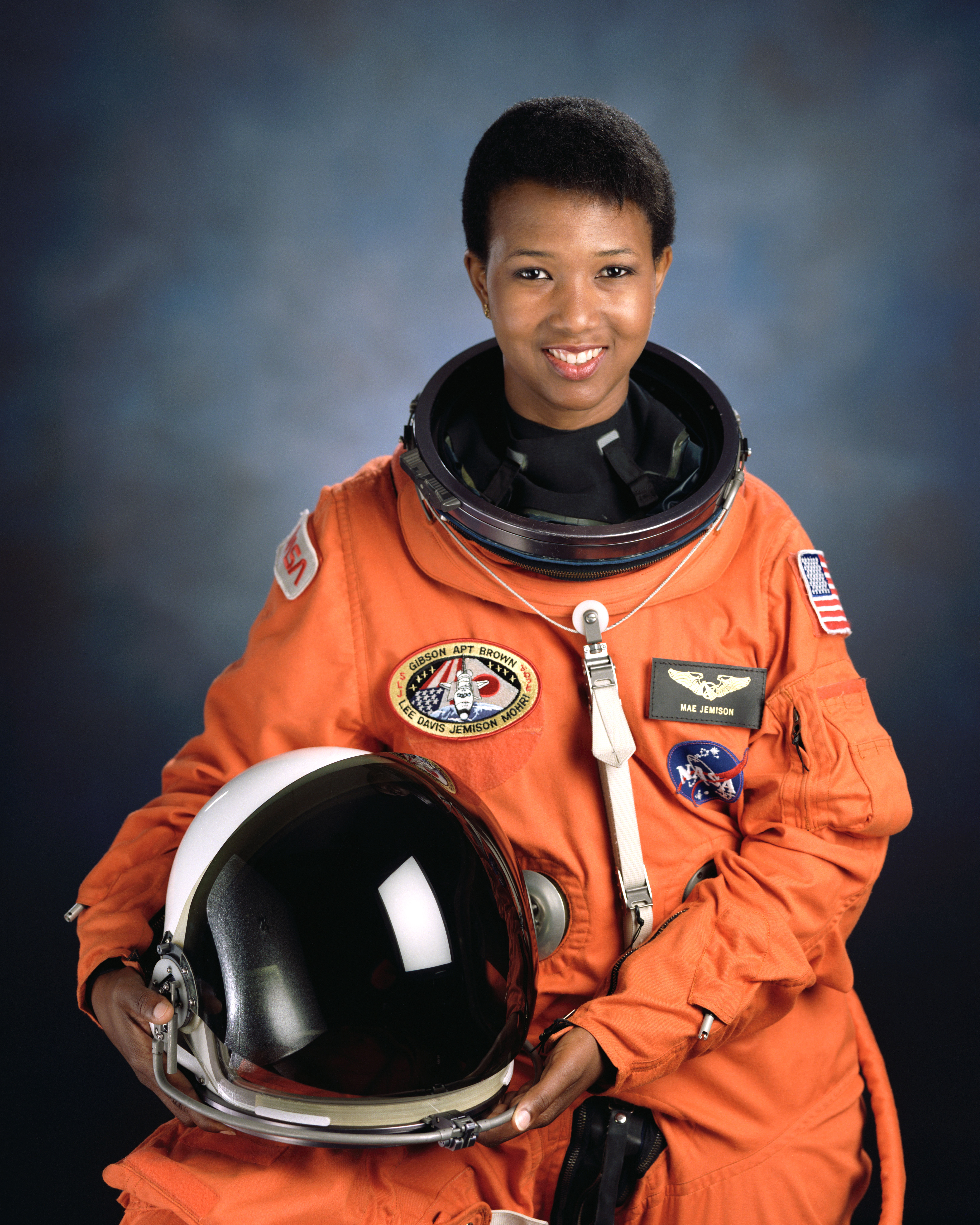
Mae Jemison sostiene di essere stata influenzata dal personaggio di Uhura nella sua scelta di intraprendere la carriera di astronauta

Uhura è protagonista del primo bacio interrazziale della storia della televisione statunitense: quello con il capitano Kirk, nell'episodio Umiliati per forza maggiore, trasmesso il 22 novembre 1968, che, all'epoca, era ancora un tabù, nonostante la legge che consentiva il matrimonio interraziale fosse stata da poco approvata, e fu motivo di scandalo per non pochi telespettatori, venendo censurato, assieme ad altri episodi, dall'emittente britannica BBC, perché ritenuto inadatto per un pubblico giovanile. Per tale motivo i produttori, temendo contraccolpi negativi, chiesero che il bacio venisse ripreso in lontananza, senza mai mostrare l'interazione fisica tra i due. Gene Roddenberry, scontento di questa restrizione imposta dalla produzione, accettò di girare due versioni della scena: quella imposta e quella secondo la propria visione. Nella prima versione William Shatner e Nichelle Nichols decisero di rovinare deliberatamente ogni ripresa, facendo smorfie e sottolineando eccessivamente l'enfasi della situazione, costringendo così i produttori a usare la versione più intensa e ripresa da vicino.
L'impatto culturale della tenente Uhura è stato enorme, per il suo ruolo non discriminatorio e ricoprendo un importante incarico sulla plancia con un grado da ufficiale, come componente essenziale dell'equipaggio multiculturale dell'astronave Enterprise, quando in quegli anni gli attori di colore nelle serie televisive statunitensi ricoprivano sempre ruoli secondari, quali personale di servizio o altri compiti umilianti. Whoopi Goldberg, in tal proposito, vedendo Uhura in televisione per la prima volta, ricorda di aver esclamato: «Mamma, c'è una signora di colore in televisione, e non è una cameriera!». Il suo ruolo nella catena di comando dell'Enterprise è fondamentale, poiché non è solamente l'addetta alle comunicazioni (che qualcuno ha riduttivemente definito una sorta di "centralinista dell'Enterprise"), ma ha svolto anche il ruolo di traduttrice poliglotta esperta in xenolinguaggio, analista di intelligence ed esperta in crittografia linguistica, ruoli di grande responsabilità e in grado di dimostrarne l'abilità e l'intelligenza, ruoli attualmente raramente ricoperti da donne, sia nella vita reale che nella finzione scenica.
La presenza di Uhura sulla plancia dell'Enterprise è stata fonte di ispirazione per molti afroamericani a dimostrazione che l'uguaglianza era davvero possibile. Gli astronauti Mae Jemison e Guion Bluford, tra i primi astronauti afroamericani, hanno dichiarato di dovere all'attrice Nichelle Nichols e al personaggio di Uhura la loro carriera, così come l'attrice Whoopi Goldberg ha spesso dichiarato la sua riconoscenza nei confronti dell'ufficiale alle comunicazioni dell'Enterprise e il suo amore verso la serie, che l'hanno portata tra l'altro a interpretare il personaggio di Guinan in The Next Generation. Anche Martin Luther King ammirava molto la serie televisiva e il personaggio di Uhura, dicendosi un grande fan di entrambe e affermando che Star Trek era l'unica serie televisiva che lui e la moglie Coretta permettevano ai propri figli di guardare, perché rappresentava il mondo come avrebbe dovuto essere.
Uhura è tra le fonti d'ispirazione per il concepimento e lo sviluppo del personaggio di Michael Burnham, interpretata da Sonequa Martin-Green  e protagonista della sesta serie televisiva live-action del franchise, Star Trek: Discovery, dove, dalla quarta stagione della serie stessa, è il capitano della USS Discovery NCC-1031-A. Bryan Fuller, tra i creatori e gli showrunner della serie, ha dichiarato: «Non riuscivo a smettere di pensare a quante persone di colore siano state ispirate vedendo Nichelle Nichols sulla plancia di una nave [come tenente Uhura nella serie originale]».

## Merchandising (parziale)
- Nel 1974 la Mego, nota casa di giocattoli degli anni settanta per le sue action figure di supereroi DC e Marvel e di personaggi di telefilm, ha realizzato un'action figure di Uhura della serie classica, completa di trycorder, per la propria linea di action figure da 8" (circa 20 cm) di Star Trek.[56] La Mego, fallita nel 1983, ha riaperto i battenti nel 2018, mettendo in produzione nuove linee di action figure da 8" e da 14" (circa 35 cm), compresa una linea di Star Trek comprendente le action figure della serie classica e di altre serie del franchise. Nel 2018[N 4] ha così commercializzato una nuova action figure da 8" di Uhura in tiratura limitata e numerata della serie classica simile all'originale degli anni settanta, ma con una nuova testa e una nuova acconciatura, molto più simili a quella vista nella serie televisiva degli anni sessanta.[57] Al contempo ha realizzato una speciale edizione gift set, comprendente i personaggi di Uhura e di Sulu nella versione dell'universo dello specchio.[58]
- Nel 2009 la Mattel ha realizzato per la propria linea di fashion doll Barbie, una serie dedicata al film Star Trek diretto da J.J. Abrams, comprendente i personaggi di Kirk, Spock e Uhura, con le fattezze rispettivamente degli attori Chris Pine, Zachary Quinto e Zoe Saldana e le uniformi del film.[59][60] Nel 2016, per il cinquantesimo anniversario di Star Trek, la Mattel ha realizzato una Barbie del tenente Uhura con le fattezze di Nichelle Nichols, l'acconciatura e il costume della serie classica, così come appare nella prima stagione della serie.[61]

## Filmografia

### Cinema
- Star Trek (Star Trek: The Motion Picture), regia di Robert Wise (1979) - Nichelle Nichols
- Star Trek II - L'ira di Khan (Star Trek II: The Wrath of Khan), regia di Nicholas Meyer (1982) - Nichelle Nichols
- Star Trek III - Alla ricerca di Spock (Star Trek III: The Search for Spock), regia di Leonard Nimoy (1984) - Nichelle Nichols
- Rotta verso la Terra (Star Trek IV: The Voyage Home), regia di Leonard Nimoy (1986) - Nichelle Nichols
- Star Trek V - L'ultima frontiera (Star Trek V: The Final Frontier), regia di William Shatner (1989) - Nichelle Nichols
- Rotta verso l'ignoto (Star Trek VI: The Undiscovered Country), regia di Nicholas Meyer (1991) - Nichelle Nichols
- Star Trek Adventure - cortometraggio (1991) - Nichelle Nichols
- Star Trek, regia di J.J. Abrams (2009) - Zoe Saldana
- Billy Blackburn's Treasure Chest: Rare Home Movies and Special Memories - cortometraggio (2011) - Nichelle Nichols
- Into Darkness - Star Trek (Star Trek Into Darkness), regia di J.J. Abrams (2013) - Zoe Saldana
- Star Trek Beyond, regia di Justin Lin (2016) - Zoe Saldana
- Star Trek: First Frontier, regia di Kenneth Smith (2020) - Nichelle Nichols

### Televisione
- Star Trek - serie TV, 69 episodi (1966-1969) - Nichelle Nichols
- Star Trek - serie animata, 22 episodi (1973-1974) - Nichelle Nichols
- Tiny Toons - Galleria di mostri (Tiny Toons Night Ghoulery), regia di Rich Arons, Michael Gerard, Rusty Mills e Greg Reyna - film TV (1995)
- Star Trek: Of Gods and Men, regia di Tim Russ - webserie (2007) - Kim Stinger
- Star Trek: New Voyages - webserie, 6 episodi (2008-2013) - Kim Stinger
- Mad - serie animata, episodio 1x04 (2010)
- Star Trek Continues: The Vignettes - webserie, episodi 1x01-1x02 (2012) - Kim Stinger
- Star Trek Continues - webserie, 11 episodi (2013-2017) - Kim Stinger
- Star Trek: Strange New Worlds - serie TV, 29 episodi (2022-2025) - Celia Rose Gooding
- Star Trek: Prodigy - serie animata, episodio 1x06 (2022) - Nichelle Nichols
- Star Trek: Very Short Treks, regia di Aaron Hawkins - miniserie TV, puntata 2 (2023) - Celia Rose Gooding

## Radio
- Starship Excelsior - podcast, episodio 4x13 (2016)

## Pubblicazioni (parziale)

### Romanzi
- (EN) James Blish, Star Trek 1, collana Star Trek, n. 1, Bantam Books, 1976, ISBN non esistente.
- (EN) Gene Roddenberry, Alan Dean Foster e Harold Livingston, Star Trek: The Motion Picture, New York, Pocket Books, 1979, ISBN 1852860693.
- (EN) Vonda N. McIntyre, Star Trek II: The Wrath Of Khan, New York, Pocket Books, 1982, ISBN 0671456105.
- (EN) Vonda N. McIntyre e Harve Bennett, Star Trek III: The Search for Spock, New York, Pocket Books, 1984, ISBN 0671495003.
- (EN) Vonda N. McIntyre, Star Trek IV: The Voyage Home, New York, Pocket Books, 1986, ISBN 067100574X.
- (EN) J.M. Dillard, Star Trek VI: The Undiscovered Country, New York, Pocket Books, 1992, ISBN 0671758837.
- (EN) Harlan Ellison, The City on the Edge of Forever: The Original Teleplay, White Wolf Games Studio, 1996, ISBN 1565049640.
- (EN) Nichelle Nichols e Margaret Wander Bonanno, Saturn's Child, collana Saturn's Child, n. 1, Ace, 1996, ISBN 0441003842.
- (EN) Janet Kagan, Uhura's Song, collana Star Trek, n. 21, New York, Pocket Books, 2000, ISBN 0743403738.
- (EN) Nichelle Nichols e Jim Meechan, Saturna's Quest, collana Saturn's Child, n. 2, Planet X Pub, 2002, ISBN 0971915407.
- (EN) Alan Dean Foster, Star Trek, New York, Simon & Schuster, 2009, ISBN 143915886X.
- (EN) Alan Dean Foster, Star Trek Into Darkness, New York, Pocket Books, 2013, ISBN 147671651X.

## Giochi

### Giochi di ruolo
- Star Trek: The Role Playing Game, FASA, 1982

### Videogiochi
- Star Trek 25th Anniversary (1992)
- Star Trek: Judgment Rites (1993)
- Star Trek Online (2010)
- Star Trek (2013)
- Family Guy: The Quest for Stuff (2014)
- Star Trek Fleet Command (2018)
- Star Trek Timelines (2020)